# Amnirana parkeriana
Amnirana parkeriana é uma espécie de anfíbio da família Ranidae.
É endémica de Angola.
Os seus habitats naturais são: florestas subtropicais ou tropicais húmidas de baixa altitude e pântanos.